# Уроса Савино, Хорхе Либерато
Хорхе Либерато Уроса Савино (исп. Jorge Liberato Urosa Savino; 28 августа 1942, Каракас, Венесуэла — 23 сентября 2021, там же) — венесуэльский кардинал. Титулярный епископ Веджезелы ди Бицачены и вспомогательный епископ Каракаса с 22 сентября 1982 по 16 марта 1990. Архиепископ Валенсии-ен-Венесуэлы с 16 марта 1990 по 19 сентября 2005. Архиепископ Каракаса с 19 сентября 2005 по 9 июля 2018. Кардинал-священник с титулом церкви Санта-Мария-деи-Монти с 24 марта 2006.